# Elaphoglossum salicifolium
Elaphoglossum salicifolium là một loài thực vật có mạch trong họ Lomariopsidaceae. Loài này được (Willd. ex Kaulf.) Alston mô tả khoa học đầu tiên năm 1944.